# Hongkongse dollar
De dollar is de munteenheid van de Chinese speciale bestuurlijke regio Hongkong. Eén dollar is honderd cent. In Hongkong worden twee karakters gebruikt om de Hongkongse dollar aan te duiden: 圓 en 蚊.

## Munten en biljetten
De volgende munten worden gebruikt: 10, 20 en 50 cent en 1, 2, 5 en 10 dollar. Het papiergeld is beschikbaar in 10, 20, 50, 100, 500 en 1000 dollar. Naast de overheid (alleen 10 dollarbiljet) zijn er ook nog drie banken die eigen bankbiljetten uitgeven (HSBC, Standard Chartered Bank en de Bank of China) waardoor ze per coupure variëren qua ontwerp en kleur. Tussen 1863 en 1935 werd in Hongkong de zilveren dollar gebruikt als betaalmiddel.

## Wisselkoers
Tussen 1935 en 1967 was er een vaste wisselkoers van 16 HKD per 1 GBP en daarmee was de dollar aan het pond sterling gekoppeld. Daarna, tot 1972, was de wisselkoers 14,55 HKD per Britse pond.
In 1972 werd de Hongkongse dollar voor de eerste keer aan de Amerikaanse dollar (USD) gekoppeld in een verhouding van 5,65 HKD tot 1 USD. Deze verhouding werd in 1973 aangepast tot 5,085 HKD per USD. In 1974 werd de wisselkoers vrijgegeven, maar in 1983 weer gefixeerd. Sindsdien is de koers 7,75 HKD per USD en deze koers wordt met zeer kleine marges vastgehouden.
De Hongkongse dollar is niet direct gekoppeld aan de renminbi. Voor de Chinese renminbi is de verhouding tot de Amerikaanse dollar belangrijk. De Chinese financiële autoriteiten zorgen dat de wisselkoers zeer geleidelijk apprecieert ten opzichte van de dollar. Indirect is de Hongkongse dollar dus ook nauw verbonden aan de renminbi. Sinds het begin van 2025 ligt de wisselkoers rond de 1,07 HKD per renminbi.
Huidig:
Renminbi (Vasteland) · (nieuwe) Taiwanese dollar (Taiwan) · 
Hongkongse dollar (Hongkong) · Macause pataca (Macau)

Historisch:
Chinese kèpèng · Tael · Ban Liang · Sycee · Xin-dynastie · Jin-dynastie en de Zestien Koninkrijken · Liao-dynastie · Westelijke Xia · Zuidelijke Song-dynastie · Jin-dynastie (1115-1234) · Yuan-dynastie · Qing-dynastie · Tibet · Mantsjoekwo yuan